# Тех-транс
Тех-транс (від англ. tech-trance) — стиль електронної танцювальної музики, який бере свій початок з середини 1990-х років. Його головна особливість — змішування традиційних елементів техно (як правило, це сильний біт 4/4) з мелодійними елементами трансу. Темп композицій, як правило, становить 135—142 bpm.

## Історія
Засновником стилю прийнято вважати німецького ді-джея та продюсера Олівера Ліба (Oliver Lieb) в середині 1990-х років. Крім нього такими можна вважати Гумата (Humate), Кріса Коуі (Chris Cowie) та Мармайона (Marmion), які суттєво вплинули на становлення тех-трансу як стилю.
На початку 2000-х, з приходом таких продюсерів як Марко V, Ренді Катана, тех-транс отримав новий виток у своєму розвитку. Цей новий тех-транс мінімізував вплив техно і став відходити в більш комерційну сторону.
Тех-транс згодом підхопили діджеї з Сан-Франциско, Keith Edwards, Skyscraper, Owen Vallis та DJ Amber. На початку 2000-х вони додали свої особливості до цього жанру.

## Стиль
Серед особливостей трансу:
- складні електронні ритми, що підсилені зазвичай сильним бітом,
- фільтровані або злегка викривлені звуки високих тональностей та «хлопки» у долоні,
- жорсткі синтезаторні семпли, як правило з високим резонансом або затримкою;

Більш ранні трансові треки часто мали партію фортепіано, струнні або акустичну гітару, техно-транс завжди складається з синтезованого штучного звуку. Дуже рідко можна почути електрогітару.